# Flaggenstreit zwischen Norwegen und Schweden

„Reine“ norwegische Flagge, Trikolor

Als Flaggenstreit zwischen Norwegen und Schweden bezeichnet man die Auseinandersetzung während der norwegisch-schwedischen Union im 19. Jahrhundert über eine eigene norwegische Flagge. Der Flaggenstreit erreichte seinen Höhepunkt 1895 und war neben dem Kampf um eine eigene konsularische Vertretung im Ausland der Kristallisationspunkt norwegischer Politik nach der Trennung von Dänemark im Kieler Frieden vom 14. Januar 1814 bis zur Auflösung der schwedisch-norwegischen Union 1905.

## Vorgeschichte

Norwegische Flagge nach der Verordnung v. 27. Februar 1814.

Bis zum Kieler Frieden vom 14. Januar 1814 war Norwegen eine dänische Provinz und führte die dänische Flagge (Dannebrog), die ab 1748 vorgeschrieben war. Unmittelbar nach dem Kieler Frieden, der Norwegen von Dänemark löste und Schweden übertrug, versuchte sich Norwegen unter Protest gegen diese Bestimmung selbständig zu machen. Der dänische Kronprinz Christian Frederik wurde vom Storting zum König gewählt. Mit Edikt vom 27. Februar 1814 führte er eine eigene norwegische Flagge für Kriegs- und Handelsschiffe ein: Sie sollte rot mit weißem Kreuz sein, das die Flagge in vier Abschnitte aufteile, mit dem Wappen des Reiches, dem Löwen mit Hellebarde in gelber Farbe im oberen Liek. Es wird vermutet, die Beibehaltung des Dannebrog sei darauf zurückzuführen, dass auf Grund der vorangegangenen Blockade für eine grundsätzlich andere Fahne kein ausreichender Stoff im Lande gewesen sei. Laut anderer Interpretation hoffte der Prinz auf eine Wiedervereinigung mit Dänemark. Auffallend ist, dass der Löwe der Flaggenstange den Rücken zeigt, so dass man von einem „gewendeten Löwen“ oder einem „flüchtenden Löwen“ sprach. Ein besonderer Grund dafür lässt sich nicht ausmachen. Doch bald regten sich Bedenken, da aus größerer Entfernung die norwegische Flagge von der dänischen nicht zu unterscheiden sei.
Hinzu kam, dass im Frieden von Kiel festgelegt worden war, dass Dänemark die gemeinsame Flotte, soweit sie in Norwegen stationiert war, zurückbekommen sollte. Doch die Besatzungen der Schiffe waren mehrheitlich Norweger, denen Christian Frederik verbot, nach Dänemark zu segeln. Zudem saß die Flotte in vereisten Fjorden fest. Christian Frederik verlangte auch von den norwegischen Seeleuten den Treue-Eid. Der dänische Admiral Otto Lütken verweigerte den Eid, versprach aber, den Weisungen Christian Frederiks zu folgen. Die Flotte bestand aus sieben seetüchtigen Kriegsschiffen (Briggs) und einer Anzahl kleinerer Küstenfahrzeuge. Lütken hatte zunächst den Gebrauch der neuen norwegischen Flagge auf seinen Schiffen untersagt, bis der dänische König Friedrich VI. dies gestatte. Als Christian Frederik von Vorbereitungen erfuhr, die Flotte nach Dänemark zu verbringen, gab er bekannt, dass er zwar das Eigentum Dänemarks an den Schiffen anerkenne, er aber die Überführung nach Dänemark nicht gestatte, so lange die Schiffe noch für die Verteidigung Norwegens benötigt würden. Die Flotte wurde gewaltsam übernommen und Lütken in Oslo arrestiert. Die neue norwegische Flagge wurde gehisst. Nachdem Christian Frederik König geworden war, wählte er Grün als Farbe seines Hofes. Am 8. Juni verfügte Christian Frederik, dass die norwegischen Nationalfarben Grau und Grün sein sollten.
Am 14. August 1814 endete der am 14. Juli begonnene norwegisch-schwedische Krieg um die Selbständigkeit Norwegens mit der Konvention von Moss. Darin versprach Prinz Karl Johan im Namen des Königs, die Verfassung von Eidsvoll zu respektieren mit den Änderungen, die sich notwendig aus der Union mit Schweden ergaben. Am 10. Oktober dankte Christian Frederik ab. Am 4. November 1814 wurde eine Neufassung der Verfassung verabschiedet, die am 10. November veröffentlicht wurde. Dort heißt es in § 111

„Norge har Ret til at have sit eget Coffardie-Flag. Dets Orlogs-Flag bliver et Unions-Flag.“

„Norwegen hat das Recht, seine eigene Handelsflagge zu führen. Die Kriegsflagge wird eine Unionsflagge.“

Unionsflagge (Kriegsflagge), 1815 bis 1844

1815 wurde eine gemeinsame Kriegsflagge festgelegt. Es handelte sich um die schwedische Flagge, ausgeführt als Doppelstander. In der oberen Liek befand sich ein weißes Andreaskreuz auf rotem Grund. Die rot-weiße dänische Flagge mit dem gelben norwegischen Löwen im oberen Liek blieb bis 1818 erhalten, allerdings nur zum Gebrauch an Land und in den Gewässern nördlich vom spanischen Kap Finisterre. Südlich davon benötigte man den so genannten „Türkischen Seepass“, der gegen ein Schutzgeld zu erwerben war und vor den nordafrikanischen Seeräubern schützte. Der König hatte eine eigene norwegische Flagge davon abhängig gemacht, dass Norwegen einen eigenen Schutzgeldvertrag schließe. Der Tribut an die Seeräuber-Staaten wurde auf 100 bis 150.000 Speciestaler angesetzt. Hinzu kamen Bestechungsgeschenke an jeden der Regierungen, jährlich eine Schiffsladung voll. Ein Schiff unter neuer norwegischer Flagge war 1814 ins Mittelmeer gesegelt und dort von algerischen Seeräubern aufgebracht worden. Der schwedische Konsul bekam das Schiff im Verhandlungswege zwar frei, aber der Sultan gab klar zu erkennen, dass er dies nicht ein zweites Mal zulassen werde. Dies verwendete Schweden später als Argument gegen eine eigene norwegische Flagge. Norwegen war nicht in der Lage, den für den Pass erforderlichen Tribut aufzubringen.
Auf Ersuchen des Stortings vom 16. November 1814 verordnete der König am 7. März 1815, dass die norwegischen Schiffe auf der Mittelmeerfahrt die schwedische Handelsflagge mit einem oder ohne ein Unionsfeld im oberen Liek verwenden dürfen, da Schweden den Seeräuberstaaten im Mittelmeer Schutzgelder für diese Schiffe zahlte. Dafür zahlte Norwegen 50.000 Reichsthaler Schwedisch Banco als Beitrag an die schwedische Konvoi-Kasse. Schweden stellte den norwegischen Schiffen darüber hinaus je einen „Türkischen Seepass“ zur Verfügung, der gesondert von dem Reeder zu bezahlen war. Bis Kap Finisterre konnte wahlweise die dänische Flagge mit dem norwegischen Löwen oder die Unionsflagge geführt werden. Die norwegische Regierung bat den König, Verhandlungen über die Höhe der Tributzahlung aufzunehmen. Da Voraussetzung für solche Verhandlung nach Auskunft des Königs vom 21. Dezember 1818 Geschenke an die nordafrikanischen Regierungen in Höhe von etwa 100.000 Speziestaler waren, wurde dieser Plan fallen gelassen.

Unionsflagge (Handelsflagge), 1818 bis 1844

Am 26. Oktober 1818 wurde für beide Staaten eine gemeinsame gleich aussehende, allerdings rechteckige Handelsflagge eingeführt, die auch im Mittelmeer verwendet werden konnte. An der norwegischen Küste und nördlich von Kap Finisterre wurde die bisherige Flagge verwendet, aber zur besseren Unterscheidbarkeit von der dänischen Flagge war der Löwe in der Gösch nunmehr mit einem weißen Feld umgeben.
1821 kam es im Storting zu einer neuen Initiative für eine norwegische Handelsflagge. Es wurde ein Kampf zwischen Rot und Blau: Rot als Grundfarbe befürworteten die Abgeordneten, die die dänische Tradition hochhielten, Blau wollten die Freunde der Union mit Schweden. Viele Soldaten behielten auch ihre rote Uniform, obgleich die Schweden einen Wechsel zu Blau forderten. Der Stortingsabgeordnete Fredrik Meltzer aus Bergen entwarf eine neue Flagge, in der er in die frühere dänische Flagge das Blau der schwedischen Flagge als weiteres inneres Kreuz einsetzte und so die „reine“ Norwegische Flagge schuf. Der König behandelte das vom Storting entsprechend verabschiedete Gesetz in seiner Resolution vom 13. Juli 1821 gar nicht, weil die Bestimmung der Flagge ein königliches Vorrecht sei, akzeptierte sie dann aber, indem er das Gesetz in einen Vorschlag umdeutete, für die Schifffahrt in der Nähe. Am 17. Juli präzisierte er, dass sie nicht südlich von Kap Finisterre geführt werden dürfe. Hier blieb es bei der Unionsflagge von 1818. Norwegen durfte auch die schwedische Handelsflagge verwenden. Aber es dauerte lange, bis sich die neue Flagge an Norwegens Küste durchgesetzt hatte. In Masfjorden wurde die dänische Flagge noch bis 1881 verwendet.

## Der Flaggenstreit

### Die erste Phase

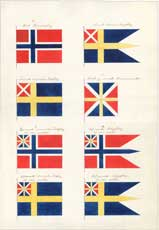
Vorschlag Hielms

Als Frankreich 1830 Algerien und die Türkei Tunis und Tripolis erobert hatten, blieb nur noch Marokko als unabhängiger Staat in Nordafrika übrig. Das Schutzgeld wurde dadurch wesentlich niedriger.
Am 7. Juli 1836 brachte Jonas Anton Hielm einen Antrag im Storting ein, dass die norwegische Flagge und die schwedische Flagge in allen Punkten gleichgestellt werden sollten und die norwegische Flagge auch im Mittelmeer geführt werden dürfe, sobald ein „Türkischer Seepass“ nicht mehr erforderlich sei. Der Antrag wurde im Storting nicht behandelt, da der König das Storting am 8. Juli 1836 auflöste. Die Flaggenfrage wurde zum Brennpunkt norwegischen Nationalgefühls in Norwegen. Die schwedischen Konservativen wandten sich dagegen, da sie zum einen auf ihrer Vorherrschaft in der Union bestanden, zum anderen in diesem Vorhaben den ersten Schritt zur Unionsauflösung witterten.
Mit königlicher Resolution vom 11. April 1838 wurde die „reine“ Flagge nach neuerlicher Verabschiedung des Gesetzes durch das Storting unbegrenzt freigegeben, allerdings für die Mittelmeerfahrt auf eigenes Risiko. Die Kriegsflagge blieb unverändert. In Norwegen stieß man sich aber an der schwedischen Kriegsflagge, weil diese die Vorherrschaft Schwedens in der Union zum Ausdruck brachte.

### Die zweite Phase

Die von König Oskar I. eingeführte Handelsflagge, 1844 bis 1899

16:27 Die Kriegsflagge ab König Oskar I., 1844 bis 1905

4:5 Gösch, 1844 bis 1905. Sie diente auch als Unionsflagge bei Botschaften

A, 3. Dezember 1844 führte Oskar I. anlässlich seiner Krönung als „Morgengabe“ an das norwegische Volk eine gemeinsam gestaltete Unionsflagge ein: Die norwegische und die schwedische Flagge erhielten ein neugestaltetes Unionsfeld, in dem die Farben beider Länder vertreten waren. Sie wurde auch als Kriegsflagge geführt, so dass nun beide Länder getrennte Handels- und Kriegsflaggen mit gleichem Unionsfeld besaßen. Das war der Kompromiss, der im ersten Unionsausschuss gefunden worden war. Diese Lösung wurde als Sieg gefeiert und Jonas Anton Hielm zugeschrieben, der im Storting auf diese Lösung beharrlich hingearbeitet hatte. Der Dichter Henrik Wergeland feierte ihn deshalb in einem eigenen Gedicht. Die königliche Resolution nahm keine Rücksicht auf den Flaggenparagrafen 111 in der Novemberverfassung, in dem Norwegen das Recht zu eigener Flaggenbestimmung für Handelsschiffe zugestanden war. Aber die königsfreundliche Stimmung in Norwegen verhinderte einen offiziellen Widerstand gegen diese Bestimmung, zumal das Unionsfeld zum Zeichen der Gleichstellung der Länder auch in die schwedische Handelsflagge eingeführt wurde. Man opferte die reine Trikolor, um dafür eine eigene Kriegsflagge zu erhalten.
Mit dieser Lösung waren aber weder die Norweger noch die Schweden auf Dauer zufrieden. In Norwegen kritisierte Morgenbladet die Übereinkunft, und im schwedischen Ritterhaus wurde sie als „Sildesalaten“ (Heringssalat) bezeichnet. Die Bezeichnung wurde in den Volksmund übernommen. Der Streit ebbte nach 1844 schließlich ab und war bald fast vollständig vergessen. Privatleute auf beiden Seiten hissten auch unbeanstandet ihre Landesflagge ohne Unionsfeld. Der König wollte keinem der beiden Völker eine unerwünschte Flagge aufzwingen. Dies geht aus der Formulierung „skibene bør bruke det nye handelsflagg med unionsmerket“ (Die Schiffe sollen [nicht müssen] die neue Handelsflagge mit dem Unionsfeld führen). Man durfte also die Flagge von 1821 weiter verwenden, doch allmählich verwendeten immer mehr Schiffe die neue Flagge.
Folge dieser Entwicklung war, dass Unsicherheit bestand, welche Flagge bei welcher Gelegenheit auf öffentlichen Gebäuden zu hissen war.

### Die Dritte Phase

#### Die Zeit 1878 bis 1880
1879 begann der Flaggenstreit mit einem Gesetz des Stortings, die reine dreifarbige Flagge ohne Unionsfeld verbindlich festzuschreiben, erneut. Der König verweigerte die Zustimmung.
Die zentralen Felder des innenpolitischen Streits über das künftige Aussehen der norwegischen Flagge waren die Feier zum 17. Mai und das Storting. Die streitenden Parteien waren die Konservativen (Høyre) und die Linksnationalen (Venstre). Beide Seiten suchten juristische Unterstützung, die Høyre bei Professor Aubert, die Venstre bei Ernst Sars. Aubert argumentierte, dass die königliche Bestimmung von 1844 allein rechtmäßig sei. § 111 der Verfassung fülle lediglich § 1 der Verfassung aus, wonach Norwegen ein selbständiges Reich vereint mit Schweden unter einem König sei. § 1 bestimme also das Prinzip, nach dem die Flaggen zu gestalten seien. Die Flagge von 1844 sei auch vom Volk akzeptiert worden, und der Widerstand sei erst neueren Datums. Venstre argumentierte, dass die Weigerung Karl Johans von 1821, das Flaggengesetz mit der „reinen“ Flagge zu verkünden, rechtswidrig gewesen sei. Zwar sei sie für die Meere nördlich Kap Finisterre genehmigt worden, aber die Verweigerung für die Gebiete des Mittelmeeres sei rechtswidrig gewesen, so dass die 1838 verkündete „Befreiung“ der Flagge nicht vollständig sei. Außerdem sei an der Flaggenbestimmung 1844 kein Norweger beteiligt worden. Der Auslöser war allerdings, dass das Unionsfeld auch in der Kriegsflagge war und die Nationalisten sie auch dort gerne entfernt hätten, was aber ohne Verfassungsänderung nicht möglich war. Bjørnstjerne Bjørnson und Sars wollten daher § 111 der Verfassung entsprechend ändern. Zwischen diesen beiden Polen gab es noch eine moderate Richtung, die die reine Flagge ohne Unionsfeld gesetzlich festschreiben und die Kriegsflagge unangetastet lassen wollte.
Diskutiert wurde auch die Methode der Umsetzung. Die politischen Kreise in Trondheim und Levanger waren für eine schnelle gesetzliche Umsetzung für die Handelsflagge, da diese eindeutig allein innernorwegische Angelegenheit sei. Die Moderaten innerhalb der Venstre setzten aber einen anderen Weg durch: Gestützt auf § 79 der Verfassung, wonach ein Veto des Königs durch drei gleichlautende Beschlüsse des Stortings übergangen werden konnte, wurde das Flaggengesetz zur „reinen“ Handelsflagge im Storting 1893, 1896 und 1898 beschlossen und dann vom König verkündet.
Auf dem anderen Feld der Auseinandersetzung, der Feier zum 17. Mai, demonstrierten Høyre und Venstre ihre politischen Ziele durch die Verwendung der Flaggen, Høyre mit Unionsfeld, Venstre ohne. So suchten auch die Anhänger einer sofortigen gesetzlichen Lösung die Unterstützung der Bevölkerung. Solidaritätsmärsche für Staatsminister Johannes Steen in Christiania 1892 und 1893 und der Parademarsch bei der Ankunft Fridtjof Nansens in Trondheim 1896 mit Flaggen ohne Unionsfeld waren auch außerparlamentarische Demonstrationen für die sofortige Einführung dieser Flagge.

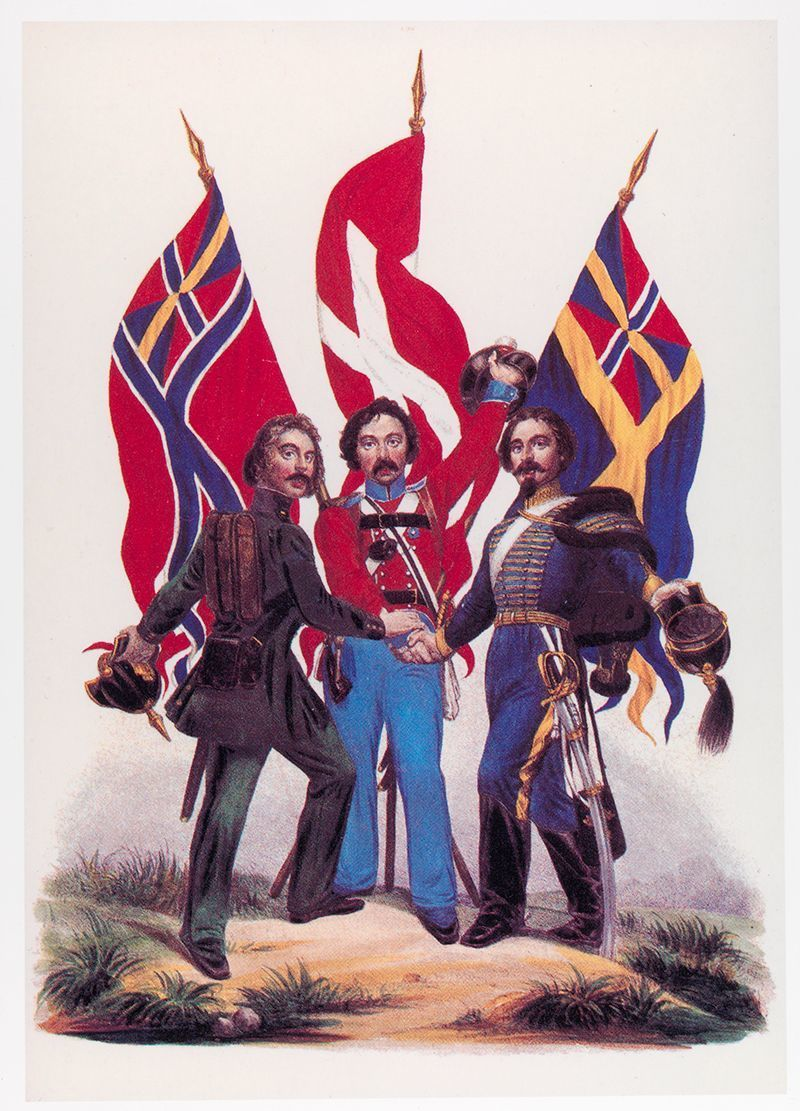
Skandinavistisches Plakat

1878 hatte Oskar II. ohne Rücksprache mit dem Militär den Kavalleriekorps weiße Standarten mit seinem Namenskürzel zugeteilt. Der Redakteur des Dagbladet Hagbard Berner hielt das Weiß in Assoziation an das französische Lilienbanner für die Farbe einer absolutistischen Monarchie und übte Kritik an dem Banner. Er schlug vor, für das Militär eine rote Fahne mit dem norwegischen Löwen gesetzlich festzuschreiben. Obgleich dahinter keine unionsfeindliche Motivation stand, wurde diese doch unterstellt. 1879 ging eine konservative, bauernfeindliche Welle die gesamte Küste bis Tromsø entlang. Berners Vorschlag wurde zu einem Keim, der auf einen skandinavistischen und bauernfeindlichen Boden fiel. Die Welle wurde auch von den Seemannsvereinen getragen, und Morgenbladet unter dem Chefredakteur Christian Friele und Aftenposten agitierten heftig gegen Berner. Die Seeleute stritten den Bauern die Kompetenz ab, über Schiffsflaggen zu entscheiden. Der 17. Mai 1879 wurde zur Massendemonstration für die norwegische Flagge mit dem Unionsfeld. Ob Henrik Wergeland ein Vorkämpfer für die „reine“ Flagge oder für die Flagge mit Unionsfeld war, war bis 1898 ein emotionsgeladenes Thema. Die „reine“ Flagge wurde als republikanisch aufgefasst, auf gleicher Ebene wie die schwarz-rot-goldene Fahne in Deutschland oder die Trikolore in Frankreich. Sie wurde daher auch bis 1905 als „dreifarbige Flagge“ oder „Trikolor“ bezeichnet. Im Wahlkampf wurde die Alternative von der Venstre auf den Nenner gebracht: „Trikolor oder Salat? Freiheit oder Untertänigkeit? Norwegisch oder schwedischnorwegisch?“ Die Trikolor war ein Symbol der Republik und eine Provokation für Royalisten und Unionsanhänger. Bjørnstjerne Bjørnson war der populärste Vertreter der reinen Trikolor. Sein Bestreben war, das Ehrgefühl der Selbständigkeit zu wecken, das Bewusstsein, dass es eines jeden Volkes Recht sei, seine Angelegenheiten selbst zu regeln. Die Trikolor ohne Unionsfeld war das Symbol für diese Forderung.
Am 13. März 1879 fand in Christiania eine Kundgebung des Arbeitervereins Christiania statt, wo Bjørnson, Sars und andere einen nationalen Widerstand gegen die Konservativen organisieren wollten. Doch sie schätzten die Stimmung im Volk falsch ein. Das Volk pfiff die Redner aus, und nur die Polizei konnte dafür sorgen, dass Bjørnson seine Rede halten konnte. Die Anhänger von Høyre schlugen am Abend die Fenster in Parterre und der ersten Etage des Hauses ein, in dem Berner wohnte. Morgenbladet wies in der folgenden Ausgabe darauf hin, dass Berner in der zweiten Etage wohnte, worauf auch diese Fenster eingeworfen wurden. Die Anhänger der reinen Trikolor gingen daraufhin in die Defensive, traten nur noch in den einzelnen Versammlungen auf und mieden die offene Konfrontation. In den folgenden Jahren pflegten die Festkomitees oft die schwedische und die norwegische Flagge mit dem Unionsfeld zu beiden Seiten der Rednertribüne aufzustellen.

#### Die Zeit 1890 bis 1898
Um 1890 verschwand die schwedische Flagge neben der norwegischen Flagge an den Rednerpulten, da dieses Nebeneinander auf zunehmenden Widerstand stieß. Die Høyre-Regierung Stang tätigte eine vorsichtige Politik, erkannte den Parlamentarismus an und ging in der Unionspolitik etwas auf Distanz zum schwedischen König. Bis 1897 stand die norwegische Flagge nicht auf der Tagesordnung des Stortings. Auch in der Venstre-Partei stand die Flagge nicht im Programm. Man wollte die verschiedenen Richtungen der Partei hinter einer Hauptforderung sammeln, und das war die Ausweitung des Stimmrechts auf die Arbeiter. Björnson hatte noch ein 30-Punkte-Programm vorgeschlagen, das aber auf dem Landesparteitag 1891 nur als mögliches künftiges Ziel akzeptiert wurde. Als das Arbeitsprogramm diskutiert wurde, hielt er eine Rede, in der er die Forderung der Gleichstellung der Nationen hervorhob und dabei auch den Flaggenstreit ansprach. Aber unter der Drohung einiger Gruppen, aus der Partei austreten zu wollen, wenn nicht das Stimmrecht zur Hauptforderung erhoben werde, blieb der Flaggenstreit außen vor. Bjørnson war aber der Sprecher der Venstre, wenn es um die Erklärung des Wahlprogramms ging. In dieser Eigenschaft verband er in seinen Reden die Stimmrechtsforderung der Arbeiter mit der Unionsfrage und brachte bei diesem Aspekt die Flagge unter. Als der schwedische Außenminister Gustaf Åkerhielm eine provozierende Bemerkung über den Vorrang schwedischer Rekruten fallen ließ, forderten empörte Studenten um Hans Sars die reine Trikolor. Sprecher war ein konservativer Student, der seine Parteigänger aufforderte aus Protest gegen die Äußerung Åkerhjelms die reine Trikolor zu hissen. Das führte zu Gegenmaßnahmen der Høyre, die die konservative akademische Jugend Christianias aufforderte, massenweise in die Studentenvereinigung einzutreten. 600 konservative Studenten traten ein. Das tat die Venstre zwar auch, aber deren Mitglieder hatten oft nicht das Geld ihre Beiträge zu bezahlen. So hatten die Konservativen bald eine solide Mehrheit.
Der Flaggenstreit bekam nun auch eine wirtschaftliche Dimension: Junge Kaufleute in Christiania gründeten 1892 die „Flaggsamlag“ (Flaggengesellschaft). Wichtigstes Mitglied waren die Brüder Dobloug. Sie waren Flaggengrossisten und verkauften die reine Flagge. Die Gesellschaft sammelte Gelder, um für den Kinderumzug am 17. Mai reine Flaggen kaufen zu können. Auf der Gegenseite stand Morgenbladet, das die reine Flagge als unionsfeindlich ansah. Anhänger dieser Richtung war die Firma Steen & Strøm, ein Flaggenhändler, der ausschließlich Flaggen mit Unionsfeld vertrieb. 1896 war das Jahr, in dem in Norwegen die meisten Flaggen vertrieben und gezeigt wurden. Der unbedingte Wille, dass die Flagge der eigenen Partei in der Mehrzahl sei, führte auch zu einem Preiskampf auf dem Flaggenmarkt, so dass ein Gewinn aus dem Flaggengeschäft zweifelhaft ist.
1892 kam es zu einer Zuspitzung im Konsulatsstreit. Da die Regierung von Emil Stang wusste, dass ein Gesetz über die Errichtung eigener Konsulate vom König abgelehnt werden würde, wählte sie den Weg, sich im Storting Mittel für die Vorbereitungen in der Konsulatsache bewilligen zu lassen, weil das königliche Veto nicht für Mittelbewilligungen galt. Der König legte trotzdem sein Veto ein, und die Regierung Stang reichte ihren Rücktritt ein. Es kam zu einer großen Solidaritätskundgebung, auf der die reine Trikolor gezeigt wurde. Die Høyre organisierte alsbald eine Solidaritätsdemonstration mit Fahnen mit Unionsfeld für den König mit fast 1000 Teilnehmern. Stang ließ sich umstimmen und bildete eine Minderheitsregierung. Sie wurde von der Mehrheitspartei Venstre im Storting bekämpft und ein Misstrauensvotum folgte auf das andere. Der Flaggenstreit gewann plötzlich an Bedeutung, weil sowohl der radikale als auch der moderate Flügel der Venstre im Storting sich hinter der reinen Trikolor zusammenfanden. 1892 wurde ein entsprechender Gesetzentwurf ausgearbeitet und 1893 beim Odelsting vorgelegt, und es folgte eine hitzige Debatte, in der Høyre und Venstre alle ihre Kräfte aufboten. Der Flaggenstreit übte bei der Venstre im Storting einen Solidarisierungseffekt aus. Als die Seemannsvereine neuerlich Eingaben an das Storting zur Beibehaltung des Unionsfeldes in der Fahne sandten, waren es wesentlich weniger, so dass die Venstre sie als „Zylinderhutseeleute“ beiseiteschob. Auch der Konsulatsstreit floss ein, indem in den Debatten dieser Streit als Grund dafür genommen wurde, dass man der Auflösung der Union immer mehr Sympathie entgegenbringe und die Redner das „Herausschneiden“ des Unionsfeldes befürworteten. Die Moderaten in der Venstre wollten zwar der Stang-Regierung eine Niederlage bereiten, aber die Union nicht in Frage stellen. Als das Flaggengesetz verabschiedet wurde und die Stang-Regierung dem König empfahl, die Zustimmung zu verweigern, war dies Wind in den Segeln von Venstre.
Venstre gewann 1894 knapp die Wahlen. Da Stang nicht mehr eine Minderheitsregierung führen wollte, trat die Regierung am 31. Januar 1895 zurück. König Oskar beauftragte Johannes Steen mit der Regierungsbildung und verlangte, dass das Storting die Tagesordnungen von 1892 und 1893 für ungültig erkläre. Dabei ging es um den Konsulatsstreit. Da Steen das ablehnte, nahm der König das Rücktrittsgesuch Stangs nicht an. Darüber hinaus verlangte er nun, dass das Flaggengesetz aufgehoben werde. Da eine Koalitionsregierung ebenfalls nicht zu Stande kam, erwog man in Schweden ein militärisches Eingreifen. Der Besuch des deutschen Kaisers Wilhelm II. in Stockholm wurde gedeutet als Sondierung, ob man im Kriegsfall auf deutsche Unterstützung rechnen konnte. Der Geheime Ausschuss des schwedischen Reichstag wurde am 18. März 1895 einberufen, und der Reichsrat erhöhte den Militärhaushalt um 2,5 Millionen Kronen. Auch die norwegische Presse stellte sich auf Krieg ein. Aber am 7. Juni beschloss das Storting dann doch, die Tagesordnungen von 1892 und 1893 zu verwerfen. Aber die Spaltung von Venstre wurde offensichtlich, indem einer ihrer Abgeordneten, Jacob Lindboe, sich öffentlich gegen diese Verwerfung aussprach. Lindboe wurde 1895 Venstres Sprecher im Storting und blieb es bis 1898, als das Flaggengesetz zum dritten Mal verabschiedet wurde. Er war der einzige Abgeordnete, der offen für die Auflösung der Union arbeitete, was ihn in seiner eigenen Partei isolierte. Er trat für die rasche Durchsetzung des Flaggengesetzes ein, also ohne Zustimmung des Königs, die er für nicht erforderlich hielt, sondern sanktioniert durch die tatsächliche Praxis des Volkes. Damit richtete er seine Arbeit unmittelbar gegen den König und gegen die Høyre-Regierung. Über 46 Kommunen hatten die reine Trikolor ohne Unionsfeld bereits 1893 sanktioniert, indem sie diese auf ihren öffentlichen Gebäuden setzten. Aber die meisten Städte verwendeten noch die Unionsflagge. Diese Haltung der Landkommunen weitete den Flaggenstreit zu einem Streit über die kommunale Selbstverwaltung aus. Des Weiteren zeichnete sich eine politische Trennung zwischen Stadt und Land ab: Während in den Städten auf den öffentlichen Gebäuden die unionsmarkierte Flagge gezeigt wurde, war dies auf dem Lande nur ausnahmsweise der Fall. Ab 1879 war die reine Trikolor die Flagge der Bauern. Sie hatten schon nach 1880 aus den Fahnen das Unionsfeld herausgeschnitten.
1894 kam als weitere Fahne die sozialistische rote Fahne auf. Die Arbeiterbewegung verwendete die rote Fahne als Fahne des Internationalismus und die reine Trikolor als nationale Fahne. Die Presse bekämpfte die rote Fahne als Kriegserklärung sowohl gegen Høyre als auch gegen Venstre.
Nach 1895 begründete Lindboe seine Haltung im Flaggenstreit mit der von schwedischer Seite betriebenen Verschmelzung der norwegischen mit der schwedischen Flotte. Nach der schwedischen Kriegsdrohung sollten die norwegischen Schiffe von der schwedischen Flotte getrennt bleiben und damit auch eine eigene Flagge besitzen, das rote Tuch mit dem Löwen, „Magnus-Flagge“ genannt. Es kam die norwegische Instruktion, die verbot, dass norwegische Schiffe einem schwedischen Kommando unterstellt würden. Auf seine Initiative erhielt die norwegische Flotte ein eigenes Salut- und Signal-Reglement. Er setzte sich auch für eine eigene Kommandostruktur für die norwegische Flotte ein. Die Teilnahme des Königs an den Feierlichkeiten zur Annektierung des ehemals norwegischen Jämtlandes 1645 wurde als antinorwegische Demonstration aufgefasst. Die Kriegsdrohung Schwedens 1895 führte allmählich zu einem Umschwung bei den Høyre, so dass die 1898 das Gesetz zum dritten Mal verabschiedet wurde.
1895 empfahl die Arbeiterbewegung für ihren Umzug am 17. Mai die reine Trikolor, da die rote Fahne des Sozialismus zu wenig Anklang fand. Sie wurde mit dem Text „Stimmrecht für Männer und Frauen“ beschrieben. Wer diesen Text nicht auf seiner Fahne hatte, durfte beim Arbeiterumzug nicht mitmarschieren. Nun waren die Themen „norwegisches Konsulat“ und die Stimmrechtsfrage in den Flaggenstreit hineingezogen worden. Das königliche Veto gegen die Mittelbewilligung zur Vorbereitung eigener Konsulate, die Auflösung des Stortings 1836 und die Einsetzung einer Regierung ohne Unterstützung im Storting wurden als Demütigung aufgefasst. Es ging nun für Norwegen darum, das Hausrecht für die eigenen Angelegenheiten zurückzuerobern.

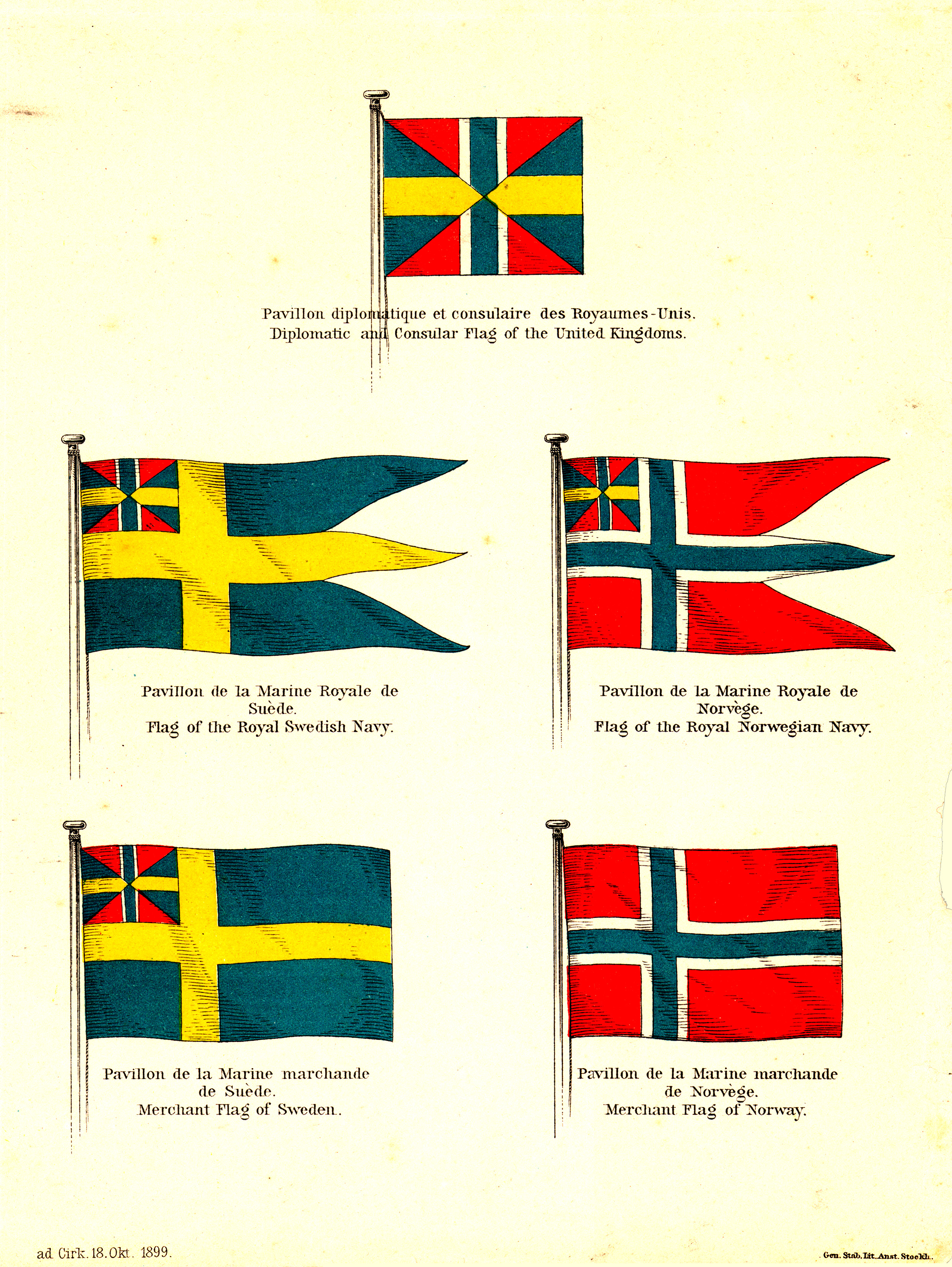
Flaggentafel des Königlichen Auswärtigen Amtes, 1899

Am 15. Dezember 1899 trat dann das Flaggengesetz in Kraft, das die „reine“ norwegische Flagge als Nationalflagge bestimmte. Am letzten Arbeitstag des Jahres wurde die reine Trikolor über dem Storting gehisst, ein Triumph für Lindboe. Die Kriegsflagge blieb bis nach dem Ende der Union zwischen Schweden und Norwegen am 9. Juni 1905 in Norwegen in Gebrauch, in Schweden sogar bis Ende des Jahres.